# Juan Manuel Fangio
Juan Manuel Fangio   (Balcarce, 24 de juny de 1911 - Buenos Aires, 17 de juliol de 1995) fou un automobilista argentí. És considerat un dels millors pilots Fórmula 1 gràcies als cinc campionats que va aconseguir (1951, 1954, 1955, 1956, 1957).
A més, l'argentí va guanyar 24 de les 51 curses oficials en què va participar, aquesta alta efectivitat és l'argument que fan servir uns quants aficionats per a considerar-lo el millor pilot de la història davant d'altres estrelles com Michael Schumacher o Ayrton Senna.
Les seves restes mortals descansen al cementiri de la seva ciutat natal, Balcarce, a la província de Buenos Aires.

## Biografia

### Infància
Juan Manuel Fangio va néixer a Balcarce al si d'una família modesta d’immigrants italians dels Abruços; el seu pare era obrer paleta decorador. És el cinquè de sis fills. No massa bo a l'escola, és un apassionat del futbol però també de la mecànica, ja que durant el seu temps lliure anava a un taller de reparació d'automòbils.

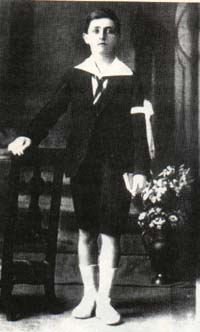
Fangio el 1920

L'any 1922, amb 11 anys, mentre era a l'escola, es va fer aprenent de mecànic en un taller de Balcarce que preparava sobretot cotxes de curses. Uns anys més tard, va abandonar els estudis i va ser contractat pel concessionari Ford i després pel concessionari Studebaker de la seva ciutat natal. Mecànic competent, també se li va encarregar de vegades provar cotxes nous, cosa que li va permetre, amb només 16 anys, aprendre les alegries de conduir.
L'any 1929, amb 18 anys, va debutar en competició, com a copilot, al costat d'un ric client del garatge per al qual treballava.

### 1936-1938: primeres curses
L'any 1933, després d'un any de servei militar al Sisè Regiment d'Artilleria de Campo de Mayo, on era conductor personal d'un oficial superior, va obrir el seu garatge amb l'ajuda del seu pare i els seus germans.
L'any 1936, quan tenia 25 anys, va competir en la seva primera cursa, conduint el Ford A d'un amic preparat al taller familiar. En els mesos següents, va repetir l'experiència en diverses ocasions, amb el Ford A després amb un Buick V8 i finalment amb un Ford V8 de 85 CV que va presentar el 1938 al Gran Premio de Necochea. Tercer en la fase de classificació, després setè a la final, Fangio va anar prenent consciència de les seves qualitats com a pilot. El novembre de 1938 va entrar als 400 km de Tres Arroyos, però va ser suspès per un accident mortal.

### 1939-1942: el temps decarreteras

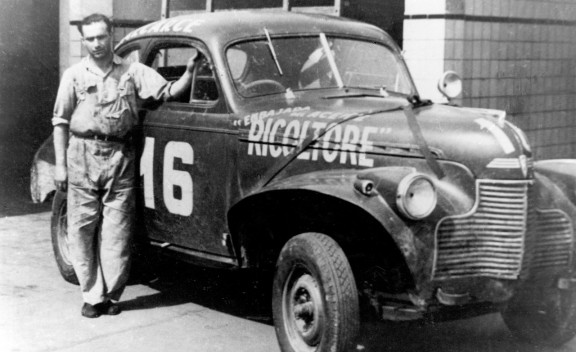
Fangio i el seu coupé Chevrolet durant l'època de Turisme Carretera (anys 1940)

A partir de 1939, Fangio va abandonar el circuit per dedicar-se a les curses de carretera (anomenades a l'Argentina Turismo Carretera), aleshores extremadament populars al país. Són esdeveniments de diversos centenars de quilòmetres disputats per camins sinuosos i pedregosos, tan exigents per a les màquines com per a les persones.
Gràcies a una subscripció de Balcarce, Fangio va adquirir un Chevrolet de 6 cilindres que ràpidament li va permetre competir amb els germans Gálvez, aleshores els dos grans pilots argentins de l'especialitat. El 1940 va guanyar el seu primer gran esdeveniment, el Gran Premio del Norte, una cursa llarga i esgotadora de dues setmanes i 9.445 km entre Lima (Perú) i Buenos Aires (Argentina) a través de la serralada dels Andes per ports de muntanya a més de 4.000 metres. A finals d'any va obtenir el seu primer títol de campionat argentí Carreteras, títol que va repetir el 1941.
L'any 1942, la guerra que esclatava a Europa es va estendre a la resta del món, i va començar a posar a prova l'economia argentina. A causa del racionament, l'automobilisme es va suspendre i Fangio es va dedicar exclusivament al bon funcionament del seu taller.

### 1947-1948: lestemporadas

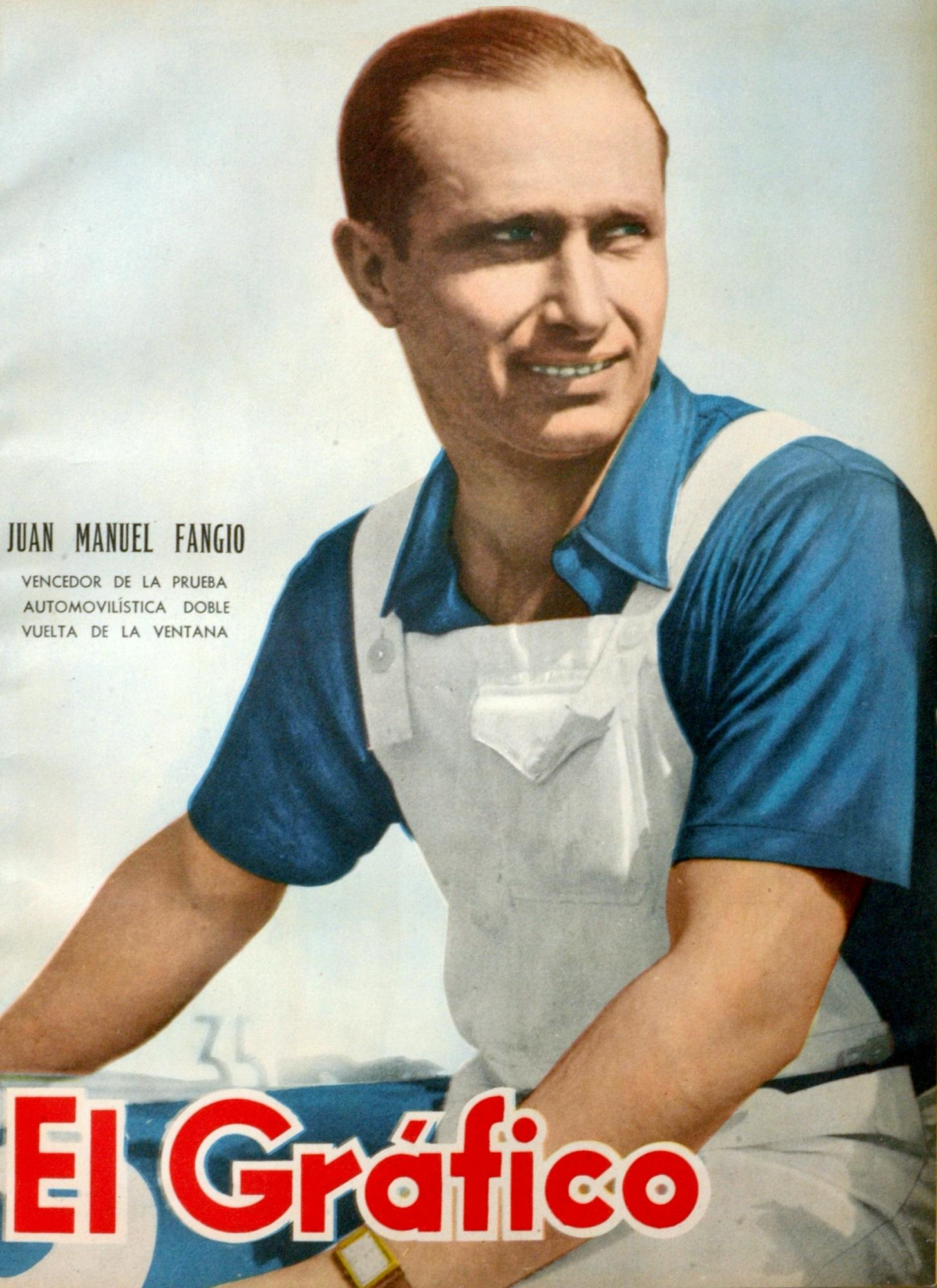
Fangio el 1947

El 1946, al final de la guerra, es van reprendre les curses d'automòbils a l'Argentina. Aquesta recuperació es va veure facilitada per l'arribada al poder del general Juan Domingo Perón, gran aficionat al motor, que volia fer-ne una eina de prestigi per a l'Argentina. Va llançar així la idea d'organitzar a l'Argentina una temporada de circuits durant l'estiu austral (hivern a Europa), durant la qual els millors pilots del món, aleshores principalment els italians i els francesos, s'ajuntarien amb glòries locals.
Fangio va participar en la primera temporada durant l'estiu austral de 1947 però, per manca d'equipament competitiu (un Ford T amb motor Chevrolet), gairebé no hi va poder destacar. Els mesos següents, nombrosos èxits al volant d'un Volpi-Chevrolet preparat per ell li van permetre convèncer l'Automòbil Club d'Argentina perquè li confiés un cotxe competitiu per a la temporada 1948.
En aconseguir competir amb els millors, Fangio no va tardar a justificar les esperances dipositades en ell, alhora que es va guanyar la simpatia i el respecte de pilots de renom com ara Achille Varzi, Luigi Villoresi i Jean-Pierre Wimille.

### 1948-1949: primers passos a Europa

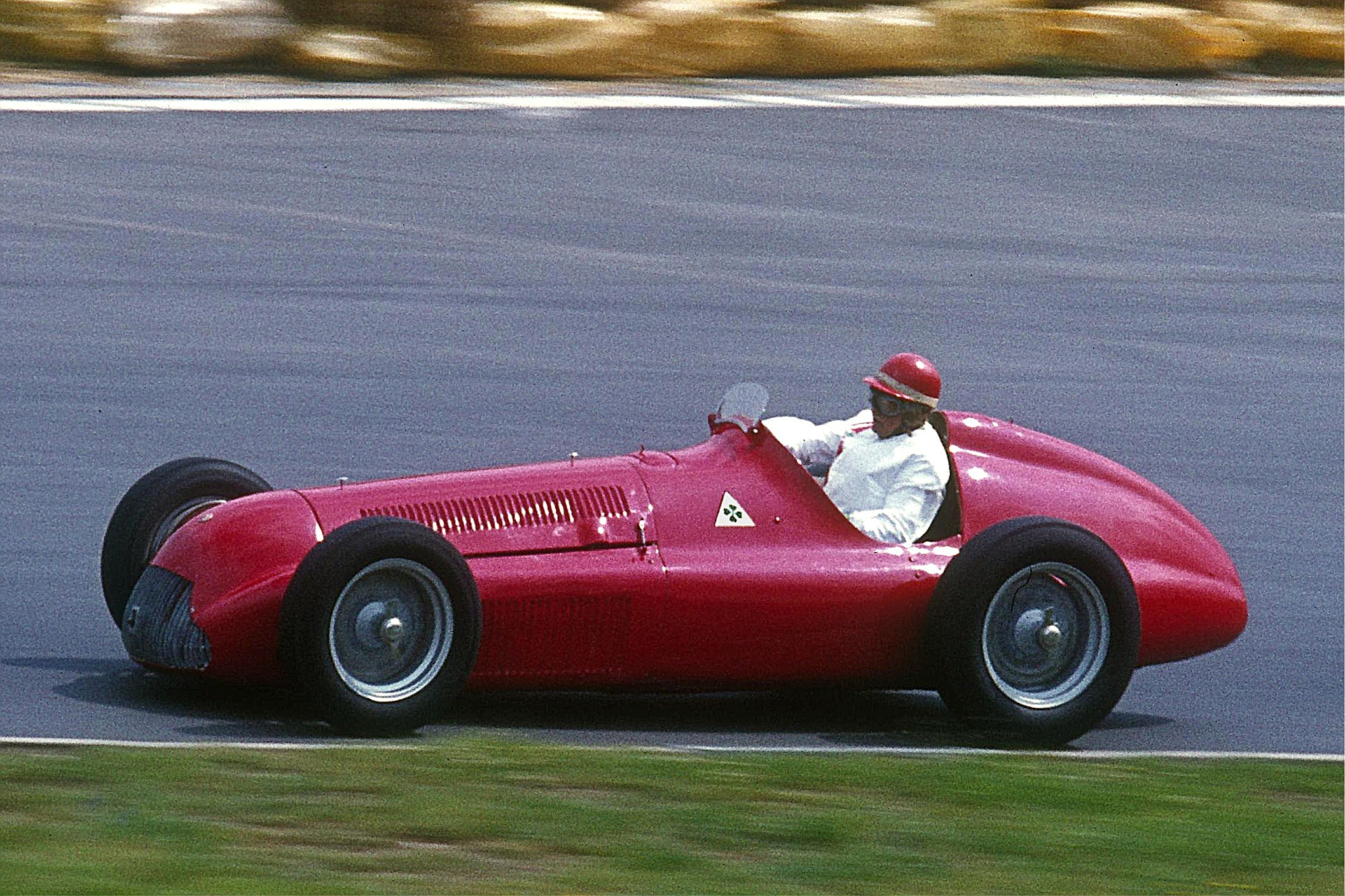
L'Alfetta de les temporades 1950 i 1951

Després d'haver aconseguit atraure a l'Argentina alguns dels millors pilots del món, l'Automòbil Club d'Argentina, encara fortament encoratjat per Perón, posa en marxa la segona fase del seu programa de desenvolupament per a l'automobilisme argentí, enviant uns quants dels seus pilots més talentosos, inclòs Fangio, a Europa, perquè es familiaritzin amb l'entorn de curses del vell continent.
Amb motiu d'aquest viatge, Fangio va fer, d'una manera totalment improvisada, el seu debut a la Fórmula 1 durant el Gran Premi ACF disputat el 18 de juliol de 1948 al circuit de Reims. Va ser cridat per Amédée Gordini per substituir en poc de temps el pilot francès Maurice Trintignant, víctima d'un greu accident uns dies abans del Gran Premi de Suïssa a Bremgarten. Malgrat la resistència heroica, Fangio es va mostrar impotent davant la formidable Alfetta i es va rendir després de l'avaria del seu motor Gordini.
L'any 1949, l'Automobil Club d'Argentina va avançar en la formació d'un autèntic equip argentí, que òbviament incloïa Fangio, per competir a Europa. Benedicto Campos formava llavors part del lot. Al volant de l'ACA Maserati 4CLT, Fangio va guanyar l'última cursa de la temporada 1949, abans de marxar cap a Europa per competir en la seva primera temporada internacional real.
Ràpidament, l'epopeia europea de la selecció argentina es va convertir en un èxit mentre Fangio continuava triomfant, amb una superioritat insolent, en esdeveniments de desigual importància: Gran Premi de San Remo, Gran Premi de Pau, Gran Premi del Rosselló, Gran Premi de Marsella (en un Gordini), Gran Premi Autòdrom de Monza (en un Ferrari llogat a última hora a la Scuderia Ferrari) i després Gran Premi d'Albi.
A finals d'any, Fangio va tornar a l'Argentina com a heroi nacional però, sobretot, va tenir la satisfacció d'haver obtingut un volant oficial dins de l'equip Alfa Romeo per a la temporada 1950, el primer campionat del món de Fórmula 1.

### 1950-1951: primer títol amb Alfa Romeo
Afligit pels accidents mortals d’Achille Varzi i Jean-Pierre Wimille, l'equip Alfa Romeo Racing es va saltar la temporada 1949, però això no va impedir que es presentés com a favorit per al campionat del món de 1950, ja que la superioritat tècnica de l'aclaparador Alfetta 158 era gran i també ho era l'equip de pilots format per Fangio, Giuseppe Farina i Luigi Fagioli (el 3 FA).
Ràpidament, el campionat es va reduir, com era d'esperar, a un duel entre Farina i Fangio. Víctima d'una avaria mecànica durant la ronda inaugural a Silverstone, Fangio va guanyar el seu primer Gran Premi del Campionat del Món, al volant del seu Alfa Romeo 158, i aconseguí alhora un hat trick (pole position, millor volta de la carrera i victòria), durant el Gran Premi de Mònaco, el 21 de maig de 1950. També va guanyar a Bèlgica i en el Gran Premi de l'ACF, però diverses retirades li van costar el títol: hi va acabar subcampió, a tres punts de Farina.
El 1951, Fangio, encara amb l'Alfa Romeo que va entrar al Tipus 159, semblava disposat a venjar-se com ho demostra la seva victòria en el primer Gran Premi de la temporada a Suïssa, després d'una demostració de conducció sota la pluja. Però després d'una segona victòria a França al circuit de Reims (compartida amb el seu company Fagioli, que li havia cedit el seu cotxe), Fangio va patir el domini de l'Escuderia Ferrari, dirigida pel seu compatriota José Froilán González, però sobretot per Alberto Ascari. Una retirada a Itàlia combinada amb una victòria d'Ascari sembla condemnar-lo a un altre fracàs en el campionat. El 28 d'octubre, per a l'última prova de la temporada, al circuit de Pedralbes, una pista no permanent de la ciutat de Barcelona, Ferrari va cometre un error en la tria dels pneumàtics i va oferir la victòria i el títol mundial a Fangio. Després de la seva victòria al Gran Premi d'Espanya, Juan Manuel Fangio va guanyar el Campionat del Món de Fórmula 1 —el primer dels seus cinc títols mundials— al volant d'un Alfa Romeo.

### 1952-1953: dues temporades per oblidar
A causa de les retirades combinades d’Alfa Romeo i Talbot-Lago, la dissolució de l'associació Simca-Gordini i el fracàs del projecte British Racing Motors deixant a Ferrari l'únic equip en disputa a l'inici de la temporada 1952, la FIA va decidir organitzar els campionats del món de 1952 i 1953 sota els auspicis de la Fórmula 2, el nou reglament de la Fórmula 1 (2.500 cm³) havia d'entrar en vigor el 1954.
Fangio troba refugi en Maserati; la seva primera cursa amb el nou A6GCM estava prevista pel 8 de juny a Monza, al Gran Premi de l'Autòdrom, una prova no campionat. El dia abans, Fangio va entrar al volant d'un BRM V16 de Fórmula 1 en un esdeveniment de Fórmula Lliure a l'Ulster i tenia previst volar a Monza, però per problemes meteorològics, l'avió no va poder anar més enllà de París i el pilot argentí va haver de viatjar de París a Monza amb cotxe. Només amb una precisió extrema després d'una nit sense dormir a la carretera es va presentar a l'inici de la cursa, sense haver participat en les proves. A la segona volta, al revolt de Lesmo, va cometre un error de conducció i el seu Maserati va fer un esgarrifós volteig. Recuperat amb greus ferides a les vèrtebres cervicals, Fangio va escapar de la paràlisi, però va haver de sotmetre's a una llarga convalescència i va passar uns quants mesos enguixat.
Va tornar a competir el 1953. Una impressionant sèrie de segones posicions li va permetre tenir, durant un temps, una il·lusió amb el campionat, però va ser sistemàticament dominat pels Ferrari, sobretot el d’Alberto Ascari, que va guanyar el títol. Fangio ha d'esperar a l'última ronda de la temporada, a Monza, per tornar a la victòria, al final d'una darrera volta de suspens, evitant per poc el líder Alberto Ascari en angoixa a la sortida de l'últim revolt abans de l'arribada.

### 1954-1955: domini de Mercedes

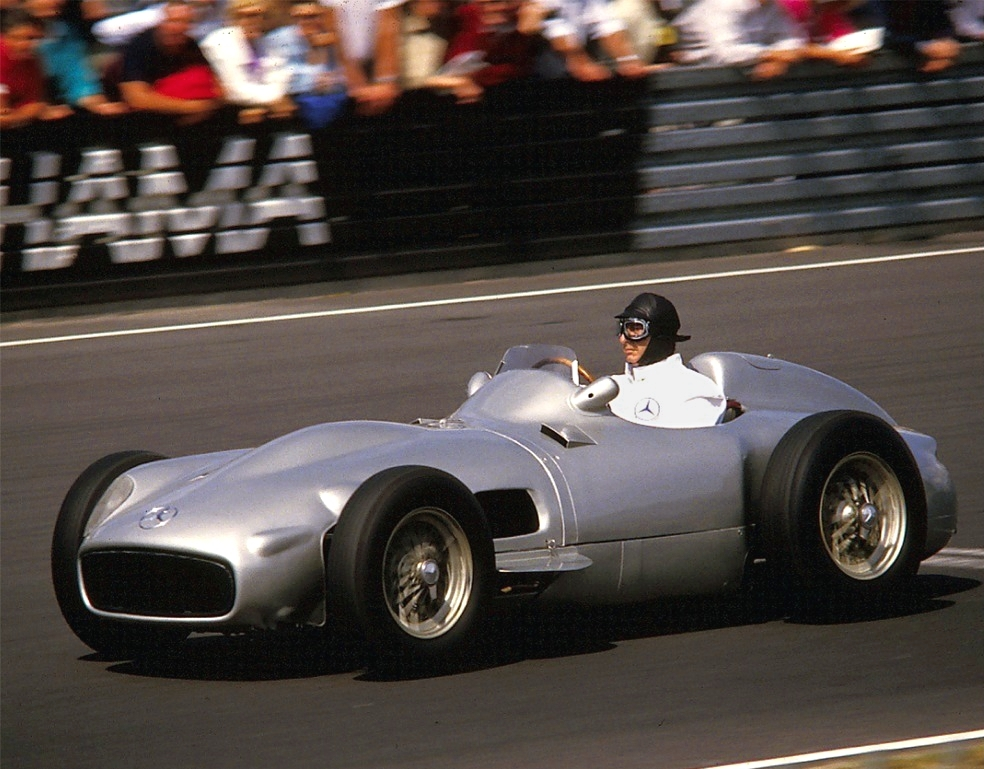
Juan Manuel Fangio el 1986 al volant del Mercedes-Benz W196, doble campió del món el 1954 i el 1955

Al final de la temporada de 1953, Juan Manuel Fangio va ser contactat per Mercedes-Benz, que tenia previst aprofitar el canvi de reglament tècnic (tornada a la F1, 2,5 litres màxim, combustible gratuït) per tornar al Gran Premi després de 15 anys d'absència. Fangio coneix bé Mercedes i el seu director de curses Alfred Neubauer, ja que va córrer per ells a l'Argentina durant la temporada 1951, quan la firma estrella tot just tornava a la competició. Els èxits recents de Mercedes a les 24 Hores de Le Mans i a la Carrera Panamericana el van convèncer finalment del formidable potencial de la marca alemanya.
Com que el Mercedes-Benz W196 no podia estar preparat abans del Gran Premi de França, Mercedes va acceptar que Fangio comencés la temporada en un altre equip per no posar en perill les seves possibilitats en el campionat. Conduint el Maserati 250F, Fangio va guanyar les dues primeres rondes del campionat, a Argentina i després a Bèlgica. Al Gran Premi de França, tercera prova de la temporada (a banda de les 500 Milínies d'Indianàpolis disputades sota la fórmula internacional), Fangio va descobrir el Mercedes W196 que destacava per la seva aerodinàmica molt acurada. A diferència d'altres cotxes de F1, el W196 té rodes de carenat. Mentre els rivals de Fangio esperaven que Mercedes patís un període d'adaptació, l'argentí va aconseguir la pole position i va guanyar en la seva primera aparició. A Silverstone, en unes condicions que no s'adaptaven a les característiques del seu cotxe, Fangio va acabar laboriosament quart però, a Nürburgring, amb el W196 en versió sense carenat, va reprendre la seva marxa triomfal. El seu èxit va ser, però, eclipsat per la mort durant els judicis del seu jove compatriota i protegit Onofre Marimón. Dues noves victòries a Suïssa i després a Itàlia van assegurar a Fangio un segon títol mundial.
Fangio va començar la temporada 1955 en la posició de gran favorit. Va començar l'any amb la que segueix sent una de les seves victòries més famoses, a l'Argentina. Sota un sol fulgurant, els pilots es trobaven físicament incapaços de completar els 375 km del Gran Premi pel seu compte i, ràpidament a mesura que la gent se'n retirava, uns quants pilots es van girar al volant del mateix cotxe, tal com autoritzava la normativa. Fangio, amb el seu impecable estat físic i la seva experiència en les formidables carreteras argentines, va arribar victoriós a la meta en solitari.
Després de retirar-se a causa d'una fallada en el motor a Mònaco, Fangio feu un descans de la temporada de Fórmula 1 participant a les 24 Hores de Le Mans, al volant del Mercedes-Benz 300 SLR. L'equip que forma amb el jove prodigi britànic Stirling Moss (també el seu company de F1) és el gran favorit. Fangio estava lluitant amb el Jaguar de Mike Hawthorn quan va produir-se el drama, unes hores després de l'inici. Sorprès per una maniobra brutal de Hawthorn per tornar als boxes, Lance Macklin va fer un desviament que el francès Pierre Levegh no va poder evitar, el Mercedes del qual es va enlairar abans de desintegrar-se al terraplè que separava la pista de les grades, llançant estelles mortals a la multitud. Més de 80 persones hi van morir. Fangio, que anava just darrere de Levegh, va escapar de la tragèdia per poc. Unes hores més tard, mentre la tripulació de Fangio-Moss liderava la cursa, la direcció de Mercedes va decidir retirar-ne els seus cotxes i Fangio, per no participar mai més a les 24 Hores de Le Mans.
Amputada per diverses rondes arran del drama de les 24 Hores, la temporada de Fórmula 1 continua tanmateix, encara dominada per Mercedes, sense oposició real després de la retirada de l'Escuderia Lancia, enmig de grans dificultats econòmiques i contusionada per la mort d'Alberto Ascari poc després del Gran Premi de Mònaco i donada la mala forma de Ferrari i Maserati. Fangio va guanyar a Zandvoort, va acabar segon a Aintree darrere de Moss sense disputar realment la victòria i després va guanyar a Monza, amb el seu tercer títol mundial al mateix temps.

### 1956: amarg quart títol a Ferrari

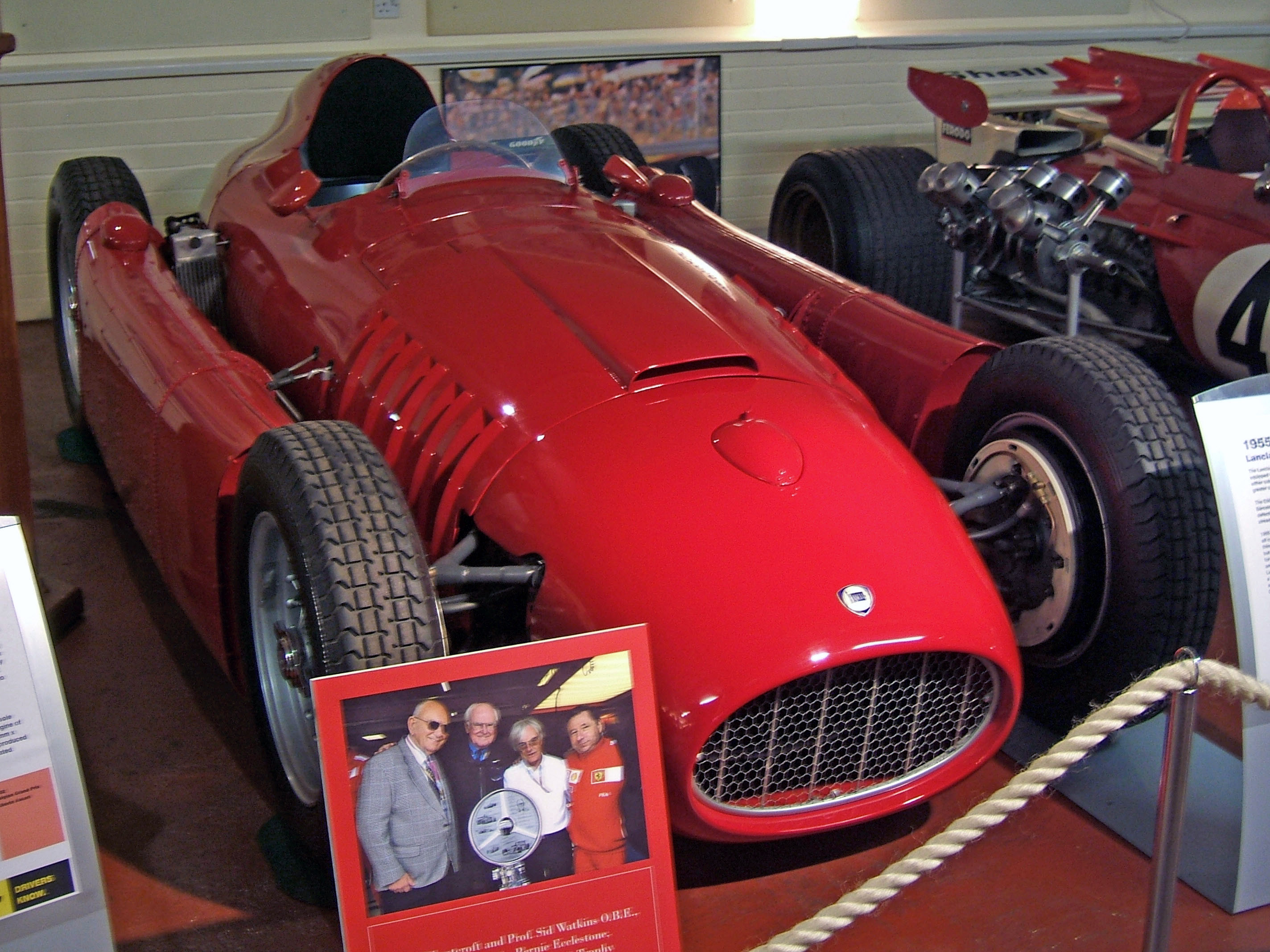
El Lancia D50 de la temporada 1955, que es convertiria en Lancia-Ferrari el 1956

Al final de la temporada de 1955, Mercedes va anunciar la seva retirada de l'automobilisme, una decisió que devia molt al drama de les 24 Hores de Le Mans, però també a la sensació de la firma estrella de no tenir res més a demostrar en l'esport després de dues temporades de domini indiscutible en el Fórmula 1. Amb 44 anys, Fangio creu que també pot ser el moment en què es faci a un costat, i està pensant seriosament a deixar la Fórmula 1.
Però això, abans de l'enderrocament del general Perón el setembre de 1955. Tot i que Fangio sempre ha sabut evitar ser explotat per la propaganda peronista, és de coneixement públic que és un dels protegits del president destituït i, en conseqüència, tem que els seus béns a l'Argentina li siguin confiscats pels nous dirigents. Aquest sentiment l'anima a seguir la seva carrera al més alt nivell per protegir-se. Va negociar un contracte lucratiu amb Ferrari, que venia d'una temporada fallida de 1955 però que havia recuperat el Lancia D50 amb el seu potencial prometedor.
Victoriós en el Gran Premi d'Argentina (victòria compartida amb Luigi Musso perquè Fangio va ser víctima de problemes de combustible del seu cotxe), Fangio va acabar segon al Gran Premi de Mònaco, compartint els punts amb Peter Collins, que li va cedir el seu cotxe a contracor després que l'argentí fes malbé el seu en les voravies del Principat, fruit d'una conducció brusca poc habitual per al triple campió del món. Les desgràcies de Fangio van continuar en l'Spa, en què la seva transmissió el va trair mentre estava al capdavant i després a Reims, on es va retardar per una fuita d'oli i se'n va haver de conformar amb el quart lloc. Els reiterats problemes mecànics que va trobar Fangio van enverinar a poc a poc la seva relació amb Enzo Ferrari, a qui va acusar obertament d'afavorir el jove Peter Collins en el campionat. Per la seva banda, Ferrari assenyala amb el dit les insuficiències de Fangio (sobretot la seva cursa fallida a Mònaco) i refuta les acusacions implícites de sabotatge recordant que des de l'inici de la temporada, l'argentí s'ha beneficiat dues vegades de les instruccions de carrera.
L'ambient sulfurós es va calmar a partir del Gran Premi Britànic que Fangio va guanyar amb brillantor, abans de seguir amb un altre èxit al Nürburgring. Impulsat fins al lideratge del campionat del món abans d'entrar a la ronda final a Itàlia, a Fangio només li queden dos oponents: el seu company d'equip Collins i el francès Jean Behra. L'abandonament de Fangio a causa d'una ruptura de la direcció és un autèntic benefici per a Collins, que no està, però, en condicions de ser titular. El britànic, fins i tot, va renunciar voluntàriament a les seves escasses possibilitats de ser titular aturant-se en boxes per compartir el seu cotxe amb Fangio, que va guanyar així el seu quart títol mundial.
Malgrat aquest nou títol, les tensions entre la direcció de Fangio i Ferrari van arribar al punt de no retorn i les dues parts es van separar a finals d'any.

### 1957: últimes gestes i cinquè títol

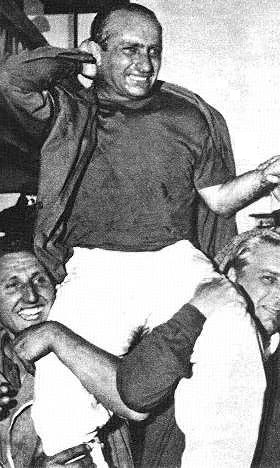
Fangio guanyador al Nürburgring (1957)

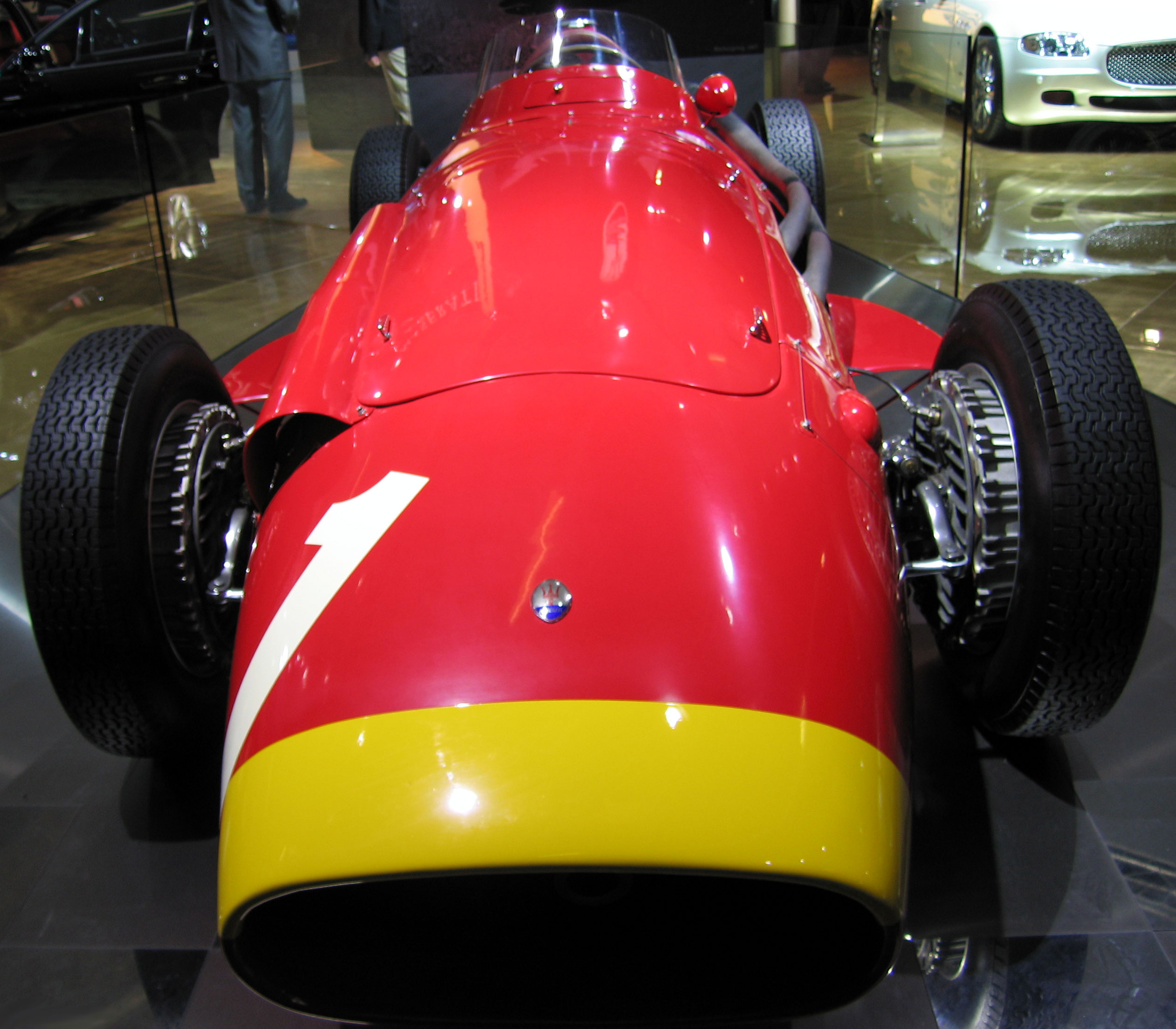
Maserati 250F de Fangio (versió Lightweight de 1957)

El 1957, Fangio va tornar amb els seus amics de l'equip Maserati on va trobar el 250F. Anunciat en declivi després de la seva campanya de 1956, Fangio es va encarregar de tornar a posar les coses a lloc dominant els debats durant tot l'any. Va guanyar a l'Argentina, Mònaco i Rouen malgrat els pneumàtics gastats que l'obligaven, per a gran plaer dels espectadors, a demostrar una conducció lliscant en el vertiginós descens del Nou Món -va dir Fangio mentre el seu cotxe era més eficient i amb pneumàtics nous.
Obligat a abandonar a Anglaterra, va reprendre la seva marxa triomfal en adonar-se que el 4 d'agost de 1957, amb un retard de gairebé 45 segons a la meitat de la cursa després d'un mal avituallament, va emprendre una remuntada èpica amb els pilots de Ferrari Mike Hawthorn i Peter Collins. A costa d'assumir riscos constants i batre el seu propi rècord de voltes vuit vegades seguides, va agafar els fugitius i els va avançar a la vint-i-una i penúltima volta de la cursa. El vespre d'aquest Gran Premi d'Alemanya al final del qual va obtenir la seva vint-i-quatrena i última victòria al campionat del món de la seva carrera, Juan Manuel Fangio va guanyar, quan encara quedaven dues curses per al final, el seu cinquè títol (inclosos quatre de consecutius) de Fórmula 1, campió del món. Dos segons llocs a Pescara i Monza completen una temporada triomfal.

### 1958: final de carrera

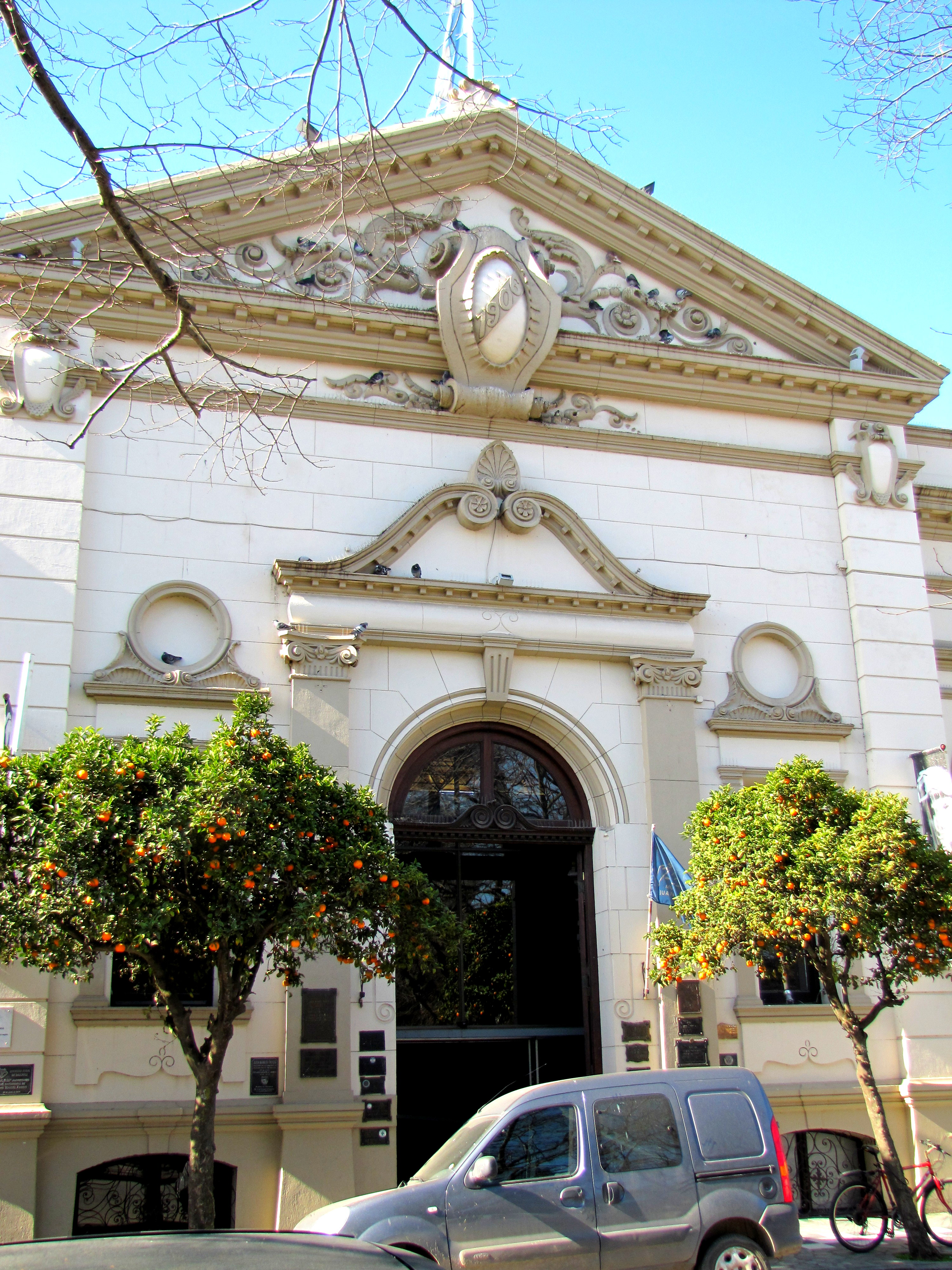
Museu de l'Automobilisme Juan Manuel Fangio a Balcarce (Plaça Llibertat)

El 1958 Fangio, amb 47 anys, va decidir no defensar el seu títol i retirar-se progressivament de l'alt nivell: «Vaig aconseguir totes les meves ambicions. La corona mundial era el meu somni més gran. Després dels dos primers títols, em va semblar lògic intentar guanyar-ne un tercer. El cinquè em va convèncer que era el moment de lliurar-me». També el va animar en la seva decisió la semiretirada de Maserati, que es trobava en grans dificultats financeres.
Es va conformar a participar en dues proves del campionat del món, el Gran Premi d'Argentina a l'inici de la temporada en un Maserati sota els colors de l'Automòbil Club d'Argentina, en què va quedar quart, després el Gran Premi de França a Reims, on la carrera internacional havia començat deu anys abans. Endarrerit per problemes d'embragatge, va tornar a haver de conformar-se'n amb la quarta posició. Per respecte al millor pilot de la seva època, el guanyador del dia Mike Hawthorn es va negar a posar-lo una volta per darrere al final de la cursa. Preguntat sobre la seva actitud pels periodistes, Hawthorn va respondre senzillament: «No acceptem cap broma amb aquest home».
Marcat per l'accident mortal del seu antic company d'equip Luigi Musso, el recorregut de la cursa va confirmar a Fangio en la seva elecció d'acabar la seva carrera.
Entre el Gran Premi d'Argentina i el Gran Premi de França, Fangio havia competit en proves de diverses categories. Citem especialment la seva avortada participació en les 500 Milles d'Indianàpolis (malgrat un potencial que sorprèn els pilots nord-americans, va renunciar a participar en la classificació, jutjant la seva Dayton Steel Spl. poc preparada) o la seva increïble participació en el Gran Premi de l'Havana, a Cuba (concursat en la categoria Esport). Capturat com a ostatge el diumenge 23 de febrer de 1958 pels rebels del Moviment 26 de Juliol, la guerrilla liderada per Fidel Castro que pretenia cridar l'atenció mediàtica sobre la seva lluita contra la dictadura de Fulgencio Batista, va ser alliberat sense problemes l'endemà. Fangio, en referència a l'amuntegament mortal que va marcar l'esdeveniment dilluns amb set morts i una trentena de ferits, diria més tard: «Aquest esdeveniment potser m'ha salvat la vida».
De tornada a l'Argentina, es va dedicar a la seva família i al seu negoci com a director de Mercedes Benz Argentina. Posteriorment, Juan Manuel Fangio es va beneficiar de les seves relacions privilegiades amb la Junta militar.
Va seguir sent un observador informat de l'evolució del Fórmula 1 fins a la seva mort, establint, sobretot, contactes privilegiats amb el pilot brasiler Ayrton Senna. Fins a començaments dels anys 1990 i malgrat una derivació d'artèria coronària el 1982, va participar habitualment, a l'Argentina però també a Europa, en esdeveniments històrics d'automòbils.
Va morir el 17 de juliol de 1995 a Buenos Aires, als 84 anys, arran d'un infart associat a una pneumònia. L'Argentina va decretar tres dies de dol estatal i el seu fèretre va ser exposat a la Sala Blanca del Govern per a un darrer homenatge popular, en presència del president de la República Carlos Menem i el president de la FIFA João Havelange. Juan Manuel Fangio està enterrat al cementiri de Balcarce, a la volta de la família, al costat dels pares i els seus dos germans. La tres vegades campiona del món Jackie Stewart va assistir-ne al funeral.

### 2015: exhumació i confirmació de paternitat
El 7 d'agost de 2015, el cos de Juan Manuel Fangio va ser exhumat amb la finalitat de provar el seu ADN. El procediment, ordenat per un jutge de Mar del Plata, segueix una acció judicial iniciada el 2013 per Oscar Cacho Fangio Espinoza (pilot de Turisme Carretera, Fórmula 2 i Fórmula 3) que vol demostrar que Fangio era el seu pare. Les mostres genètiques també ajudaran a determinar si Fangio era el pare de Rubén Vázquez, que va iniciar una demanda similar el 2005.
Fangio, tot i que va mantenir una llarga relació amb Andrea Berruet, la mare d'Espinoza, no va reconèixer mai cap fill. Vázquez afirma que la seva mare, Catalina Basili, li va confessar l'any 2005 que era fill de Fangio, amb qui va tenir una relació als anys quaranta.
El desembre de 2015, el tribunal encarregat del cas va confirmar que era efectivament el fill de Fangio. El febrer de 2016 també es va confirmar que Rubén Vázquez també és fill de Fangio.

## Participació en GP no oficials
En realitat Fangio va competir en 67 GP si es compten les curses que no atorgaven punts per al campionat, començant per la primera cursa de vehicles similars als F1 en què va participar el 18 de juliol de 1948 a Reims (França). El reglament era idèntic al del Fórmula 1 (va ser creat l'any 1947), tot i no ser considerat en les estadístiques com a campionats de la Fórmula 1, ja que el campionat de pilots va començar l'any 1950.
En realitat, oficialment el campionat existeix des de la temporada 1950 i, a més, tot i que el calendari de la Fórmula 1 recollia més de 15 proves, només 7 n'eren puntuables i són les que han servit per a elaborar les estadístiques que, per exemple, podem trobar al web oficial de la Fórmula 1 o les que serveixen per establir les estadístiques relatives al pilot.
A més, el reglament tècnic original de la Fórmula 1 de pares italians, ha variat substancialment al llarg dels anys i fa molt complicada la comparació de pilots de diferents èpoques.
Així, tot i que les comparacions són difícils, el que està fora de dubte és que Juan Manuel Fangio és entre els millors pilots de la categoria al volant d'uns vehicles molt més insegurs que els actuals.

## Rècords
- Percentatge més alt de victòries en curses oficials.
- Únic pilot de la Fórmula 1 que ha estat campió amb 4 escuderies diferents: Alfa Romeo, Maserati, Ferrari i Mercedes.
- 5 mundials de pilots, rècord absolut de la categoria fins a l'arribada de Michael Schumacher, que n'ha establert el rècord en 7 campionats.
- 4 mundials de manera consecutiva entre 1954 i 1957, rècord absolut de la categoria fins que Michael Schumacher el va superar amb 5 campionats consecutius entre el 2000 i el 2004.

## Premis
Va guanyar la Medalla de Vermeil de l'any 1984 que atorga París, també el premi Águila de Buenos Aires l'any 1989 i va ser designat millor automobilista de tots els temps per la International Racing Press Association l'any 1982 a Rio de Janeiro, Brasil.